# Alfred zur Nieden
Hermann Alfred zur Nieden (geboren am 3. September 1868 in Rathenow; gestorben am 8. Juli 1957 in Lübeck) war ein preußischer Verwaltungsbeamter, Landrat des Landkreises Gelsenkirchen, Polizeipräsident in Gelsenkirchen und zuletzt Oberregierungsrat beim Landesfinanzamt Mecklenburg–Lübeck in Lübeck.

## Leben

### Herkunft und Ausbildung
Der aus einer westfälischen Pfarrer- und Beamtenfamilie stammende Alfred zur Nieden war der Sohn des preußischen Oberbaurats Friedrich Ludwig Julius zur Nieden und dessen Ehefrau Marie Elise Emma Lucie zur Nieden, geborene Schneider. 1886 legte er an dem von Johann Eduard Jacobsthal entworfenen Humboldt–Gymnasium in der Berliner Gartenstraße das Abitur ab.
Anschließend studierte er an der Humboldt-Universität über sieben Semester Jura, ehe er dort 1891 zum Dr. iuris utriusque promoviert wurde. Noch im selben Jahr absolvierte er die Prüfung zum Gerichtsreferendar mit der Gesamtnote „gut“ und wurde nachfolgend am 12. Januar 1891 vor dem Oberlandesgericht Hamm zum Gerichtsreferendar vereidigt. Alfred zur Nieden wechselte daraufhin in den preußischen Verwaltungsdienst, wo er am 12. Januar 1893 zum Regierungsreferendar bei der Königlich Preußischen Regierung in Minden ernannt wurde. Nach Ablegung der Prüfung zum Regierungsassessor im Jahr 1895 (Gesamtnote „ausreichend“), schloss sich im Januar 1896 daselbst noch die Ernennung zum Regierungsassessor an, bei gleichzeitiger Überweisung an das Landratsamt Niederbarnim. Von Niederbarnim aus gelangte er per Überweisung vom 24. Februar 1900 an das Oberpräsidium der preußischen Provinz Hessen-Nassau in Kassel. Seinen Militärdienst beendete er als Oberleutnant der Reserve des 3. Garde-Regiments zu Fuß.

### Werdegang
In seinem 35. Lebensjahr wurde Alfred zur Nieden schließlich am 24. Februar 1903 mit der kommissarischen Verwaltung des Landratsamtes Gelsenkirchen beauftragt, einem Landkreis inmitten des aufstrebenden und stark industrialisierten Ruhrgebiet. Noch am 5. September desselben Jahres verzichtet der Kreistag einstimmig auf sein Vorschlagsrecht und bat die Obrigkeit zur Nieden in der Nachfolge des zum Oberbürgermeister von Krefeld gewählten Wilhelm Hammerschmidt zum Landrat zu ernennen. Seine definitive Ernennung zum Landrat erging dann am 2. November 1903. Ab dem 1. Juli 1909 war mit der Stelle des Landrats des Landkreises Gelsenkirchen zugleich die des Polizeipräsidenten von Gelsenkirchen verbunden. Der Bezirk umfasste den Stadtkreis und umliegende Städte.
Alfred zu Nieden leitete den Kreis über die Jahre des Ersten Weltkriegs hinweg bis zu seiner Versetzung zum 15. Juni 1920 an das Landesfinanzamt Mecklenburg–Lübeck unter gleichzeitiger Beförderung zum Oberregierungsrat. Dort wurde er auch 1935 in den Ruhestand versetzt.
Als Landrat von Gelsenkirchen gehörte zur Nieden dem Aufsichtsrat der Vereinigten Elektrizitätswerke Westfalen an. Ferner war er Leiter des Vereins zur Bekämpfung der Volkskrankheiten im Ruhrkohlengebiet. Er war Träger mehrerer höherer Auszeichnungen, so des Roten Adler-Ordens 4. Klasse, des Eisernen Kreuzes II. Klasse am schwarz-weißen Band und der Landwehrdienstauszeichnung.

### Politische Betätigung
Der ursprünglich politisch konservativ orientierte und später der Deutschen Volkspartei angehörende Alfred zur Nieden war von 1905 bis 1919 für den Wahlkreis Gelsenkirchen-Land Mitglied des Provinziallandtags der Provinz Westfalen.

### Familie
Der Protestant zur Nieden heiratete am 7. Juli 1903 in London-Camberwell Hedie Martin (geboren am 2. April 1876 in London; gestorben am 12. September 1954 in Lübeck), eine Tochter des Londoner Bankiers und Großkaufmanns Robert Martin und dessen Ehefrau Wilhelmine Friderike Martin, geborene Kleinwort. Aus der Ehe zur Nieden / Martin gingen zwei Töchter und ein Sohn hervor. Der Landrat des Kreises Mettmann, Walter zur Nieden, war ein jüngerer Bruder Alfreds.